# Menesia cana
Menesia cana är en skalbaggsart som först beskrevs av Aurivillius 1925.  Menesia cana ingår i släktet Menesia och familjen långhorningar. Inga underarter finns listade i Catalogue of Life.